# Elatostema boholense
Elatostema boholense là loài thực vật có hoa trong họ Tầm ma. Loài này được Quisumb. & Merr. mô tả khoa học đầu tiên năm 1928.